# Кестымское (сельское поселение)
Кестымское — упразднённое муниципальное образование со статусом сельского поселения в составе Балезинского района Удмуртии.
Административный центр — деревня Кестым.
Законом Удмуртской Республики от 17.05.2021 № 49-РЗ к 30 мая 2021 года упразднено в связи с преобразованием муниципального района в муниципальный округ.

## Население
| 2010 | 2012 | 2013 | 2014 | 2015 | 2016 |
| ---- | ---- | ---- | ---- | ---- | ---- |
| 994  | ↗996 | ↗999 | ↘980 | ↘959 | ↗960 |
| 2017 | 2018 | 2019 | 2020 | 2021 |      |
| ↘927 | ↘902 | ↘892 | ↘864 | ↘832 |      |

## Населённые пункты
В состав поселения входят следующие населённые пункты:
| Населённый пункт | Население (2007) |
| ---------------- | ---------------- |
| Дома 1186 км     | 11               |
| Гордино          | 164              |
| Кестым           | 841              |
| Коровай          | 34               |
| Котомка          | 48               |

## Социальная инфраструктура
В поселении действуют средняя школа в деревне Кестым, две библиотеки, два клуба, три фельдшерско-акушерских пункта, комплексный центр социального обслуживания населения. Среди предприятий работает ООО «Кестымский».